# Queen Elizabeth II Great Court

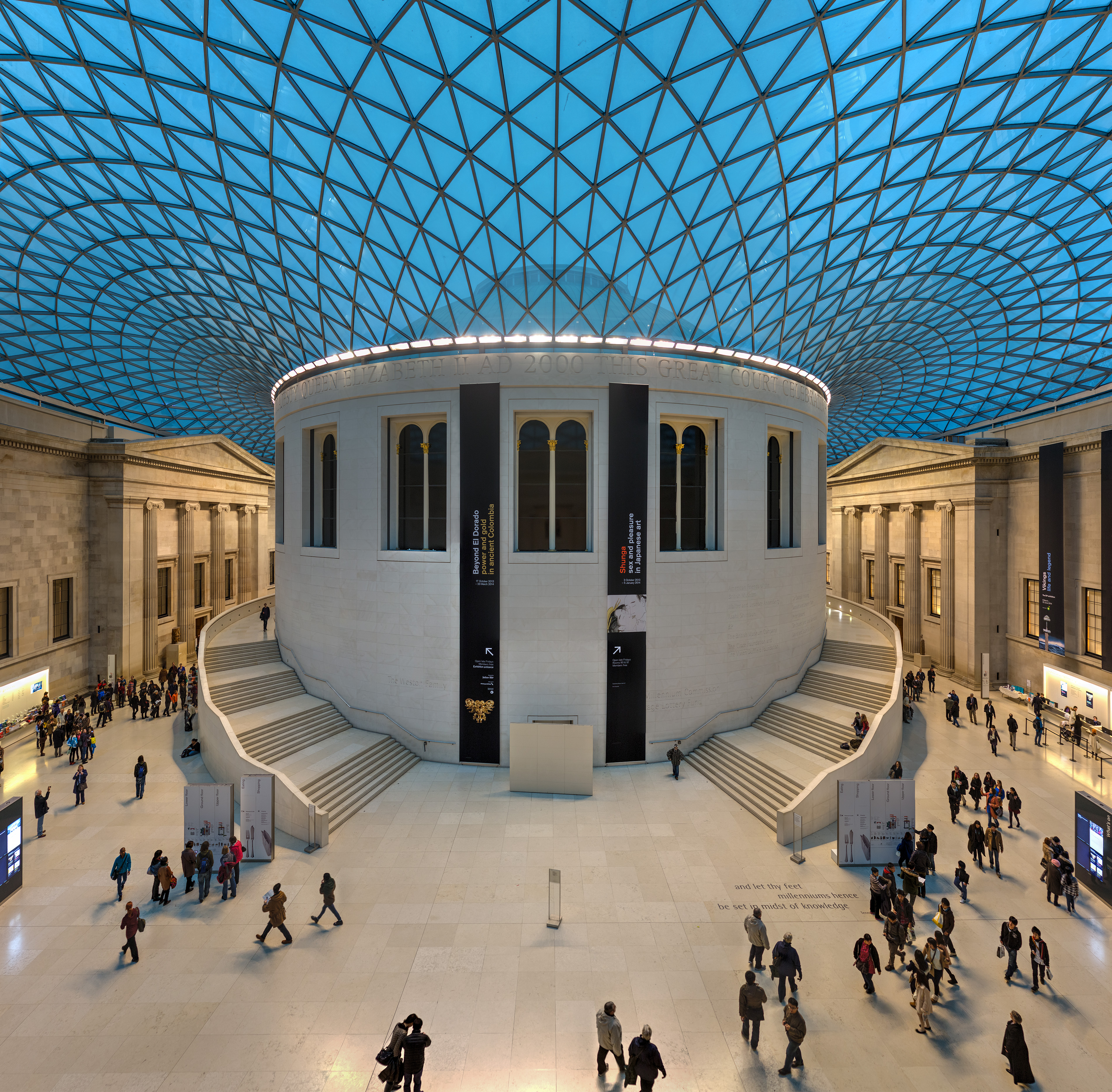
Veduta della Great Court dal secondo piano dell'ala sud.

La Queen Elizabeth II Great Court, comunemente chiamata semplicemente Great Court, è il quadrilatero centrale coperto del British Museum di Londra. È stata riprogettata alla fine degli anni 1990 da Foster and Partners, da un progetto degli anni 1970 di Colin St John Wilson. La corte è stata inaugurata dalla regina Elisabetta II nel 2000.

## Descrizione
Ha un tetto a mosaico in vetro, progettato da Buro Happold e costruito da Waagner-Biro, che copre l'intera corte, e circonda l'originale sala di lettura circolare del British Museum, ora un museo. È la piazza coperta più grande d'Europa. Il tetto in vetro e acciaio è composto da 4.878 elementi in acciaio collegati a 1.566 nodi unici e 1.656 coppie di vetri per finestre che costituiscono 6.100 m 2 di superficie vetrata; ciascuno di una forma unica a causa della natura ondulata del tetto.
Controversamente, alcune delle pietre della corte provengono dalla Francia, piuttosto che essere Pietra di Portland del sud dell'Inghilterra come concordato nel contratto originale con i muratori.
All'interno della Great Court ci sono negozi e una caffetteria. La corte funge da punto di collegamento centrale per il museo, un po' come la Piramide del Louvre di Ieoh Ming Pei a Parigi.

## Costruzione
Il cortile centrale del British Museum era occupato dalla British Library fino al 1997, quando è stata trasferita a St Pancras. A quel tempo l'intero cortile era pieno di scaffali per i libri, alti tre piani (le 'Pile di libri'). Per andare da un lato all'altro del museo, i visitatori dovevano fare un giro.
Una volta che la Biblioteca è stata trasferita, le pile di libri sono state ripulite e in questo cortile centrale è stata costruita la Great Court. È stato creato un nuovo livello 'terra', un piano più alto del cortile originale, con lo spazio sottostante utilizzato per ospitare il Clore Education Center e le gallerie africane (che dal 1970 erano ospitate al Museum of Mankind).
Il Portico Sud è stato in gran parte ricostruito, con due nuovi ascensori incorporati per l'accesso dei disabili ai livelli superiori del museo.
Sull'intero cortile è stato creato un nuovo tetto in vetro a griglia, progettato e costruito dagli specialisti austriaci Waagner-Biro, per creare uno spazio coperto al centro del museo.
La British Library Reading Room, al centro del cortile, è stata conservata e ristrutturata per essere utilizzata come biblioteca del Museo e centro informazioni. Poiché la Sala di lettura non aveva una parete esterna (le pile di libri arrivavano fino al retro degli scaffali della sala di lettura) è stata creata una nuova parete esterna per proteggere la Sala di lettura, per sostenere il nuovo tetto e per nascondere i condotti di ventilazione a servizio degli spazi.
A nord della Sala di lettura c'è un blocco con un negozio del museo al piano terra, una galleria per mostre temporanee sopra e un ristorante al piano di sopra, appena sotto il tetto di vetro.

## Strutture educative
Il Clore Education Centre è ospitato al livello inferiore della Great Court. Comprende:
- Aula Magna BP
- Teatro Hugh e Catherine Stevenson
- Sala seminari Raymond e Beverly Sackler
- Studio, adibito ad attività artistiche e artigianali
- Sala seminari Claus Moser
- Centro Ford per i giovani visitatori
- Centro di scoperta digitale Samsung

Nelson Mandela ha parlato all'inaugurazione del BP Lecture Theatre il 16 novembre 2000 sostenendo il ruolo globale del Museo.

## Sculture
Dopo l'apertura al pubblico della Great Court nel 2000, sono state installate dodici sculture della collezione del British Museum al piano principale dell'atrio:
- Una stele del re assiro Assurnasirpal II (IX secolo a.C.)
- Leone di Cnido in marmo, Asia Minore (III secolo a.C.)
- Due teste del faraone Amenofi III (circa 1400 a.C.)
- Due obelischi del re egiziano Nectanebo II (circa 350 a.C.)
- Hoa Hakananai'a, una statua proveniente dall'Isola di Pasqua (data sconosciuta, ma tra il 1200 e il 1800), successivamente spostata nella stanza 24
- Due totem dalla British Columbia (XIX secolo)
- Una statua equestre romana (II secolo d.C.)
- Una lastra commemorativa irlandese scolpita in caratteri ogham (V secolo)
- Una croce anglosassone (fine VIII/inizio IX secolo)
- Coppia di guardiani cinesi (XVII secolo)
- Una base di colonna da Persepoli (V secolo a.C.)

C'erano progetti iniziali per l'inserimento di una nuova, tredicesima scultura da commissionare ad Anish Kapoor, ma sono stati scartati.

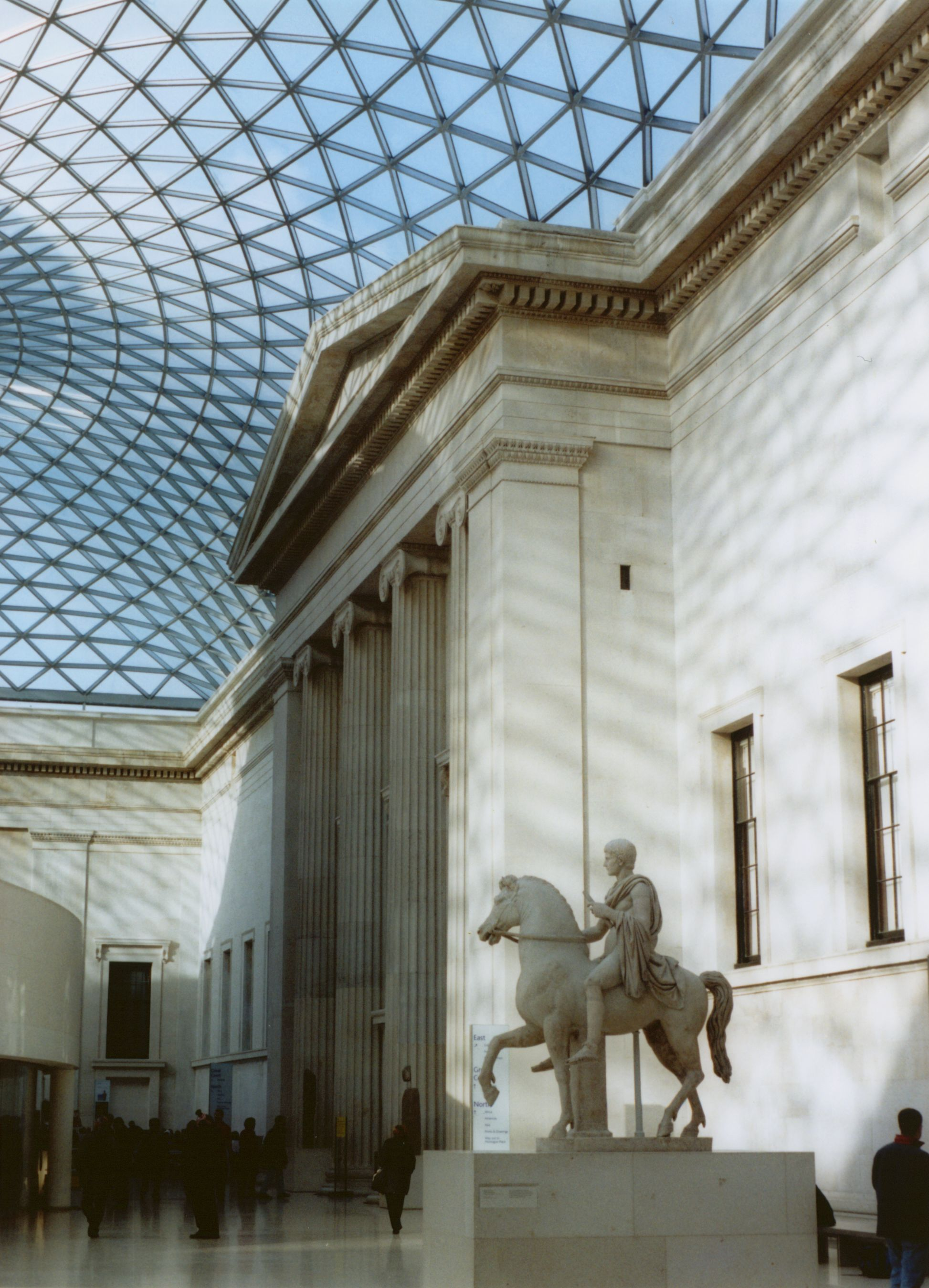
Portico est di Sir Robert Smirke; statua equestre romana visibile in primo piano
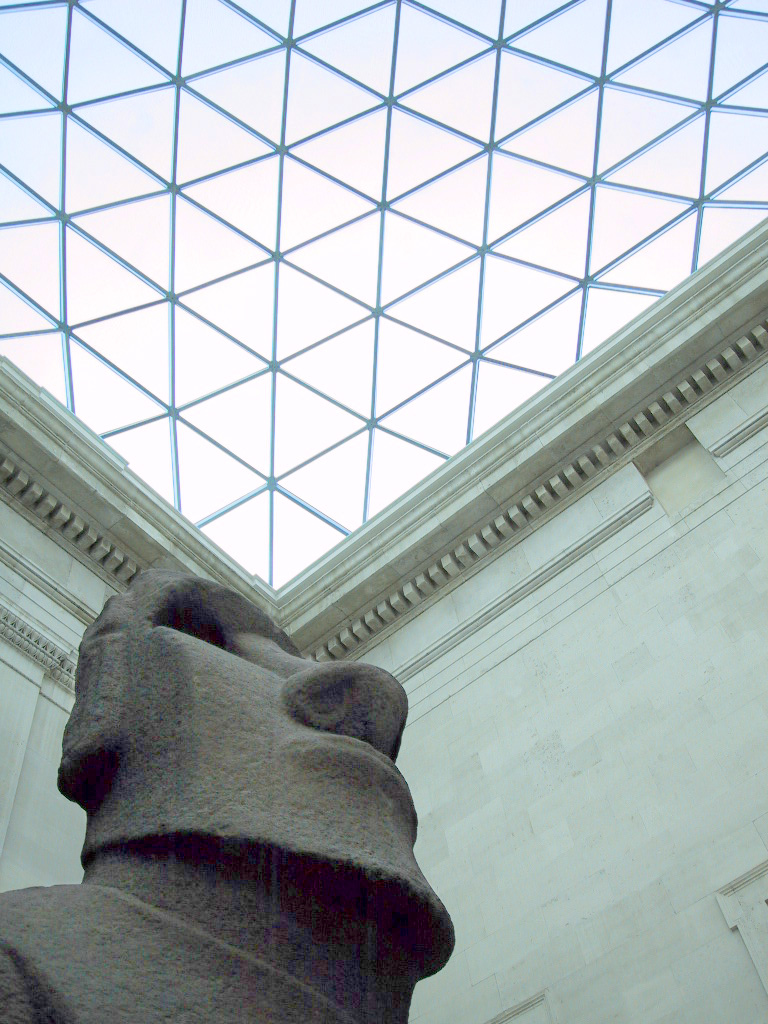
Hoa Hakananai'a
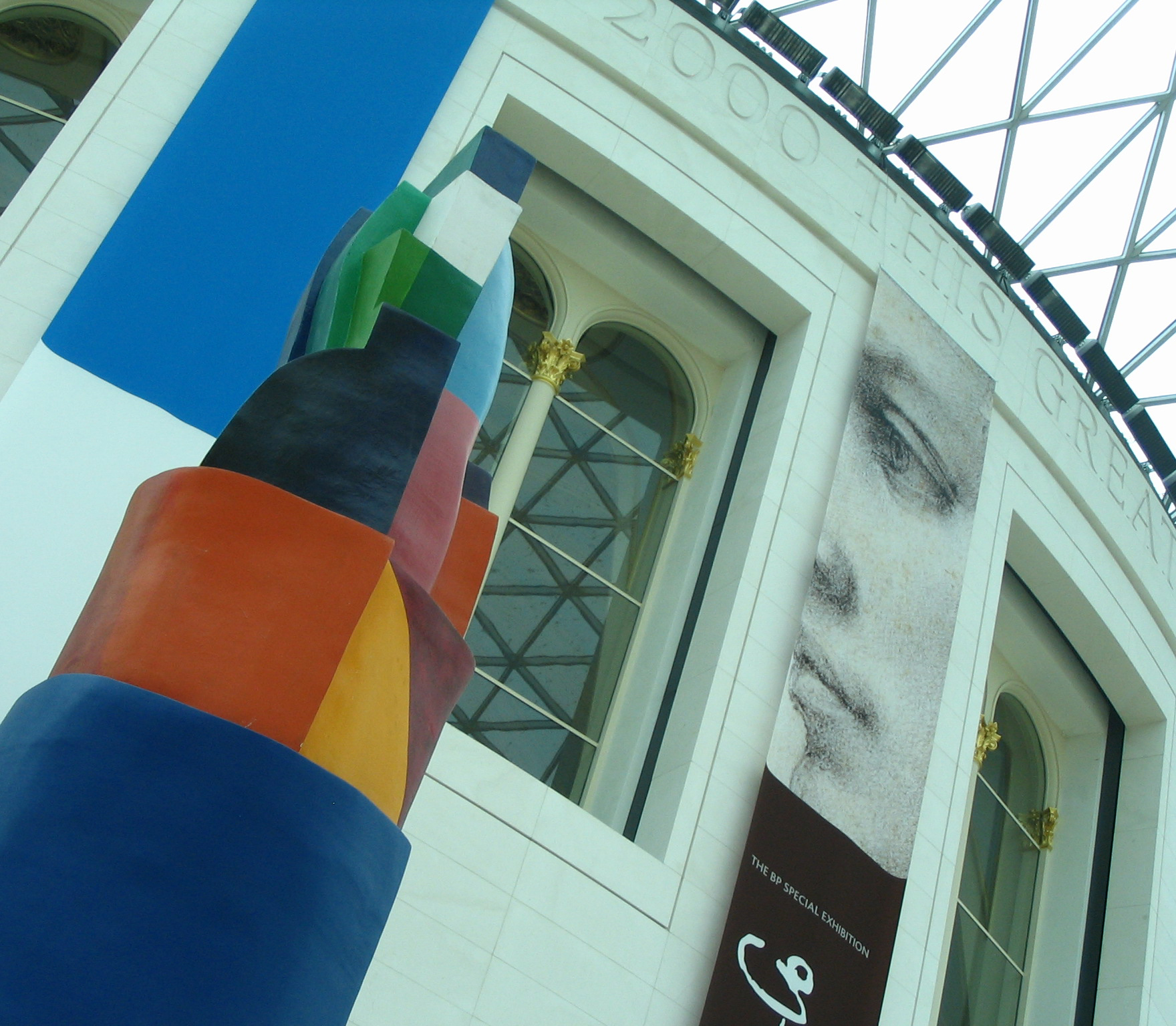
Scultura
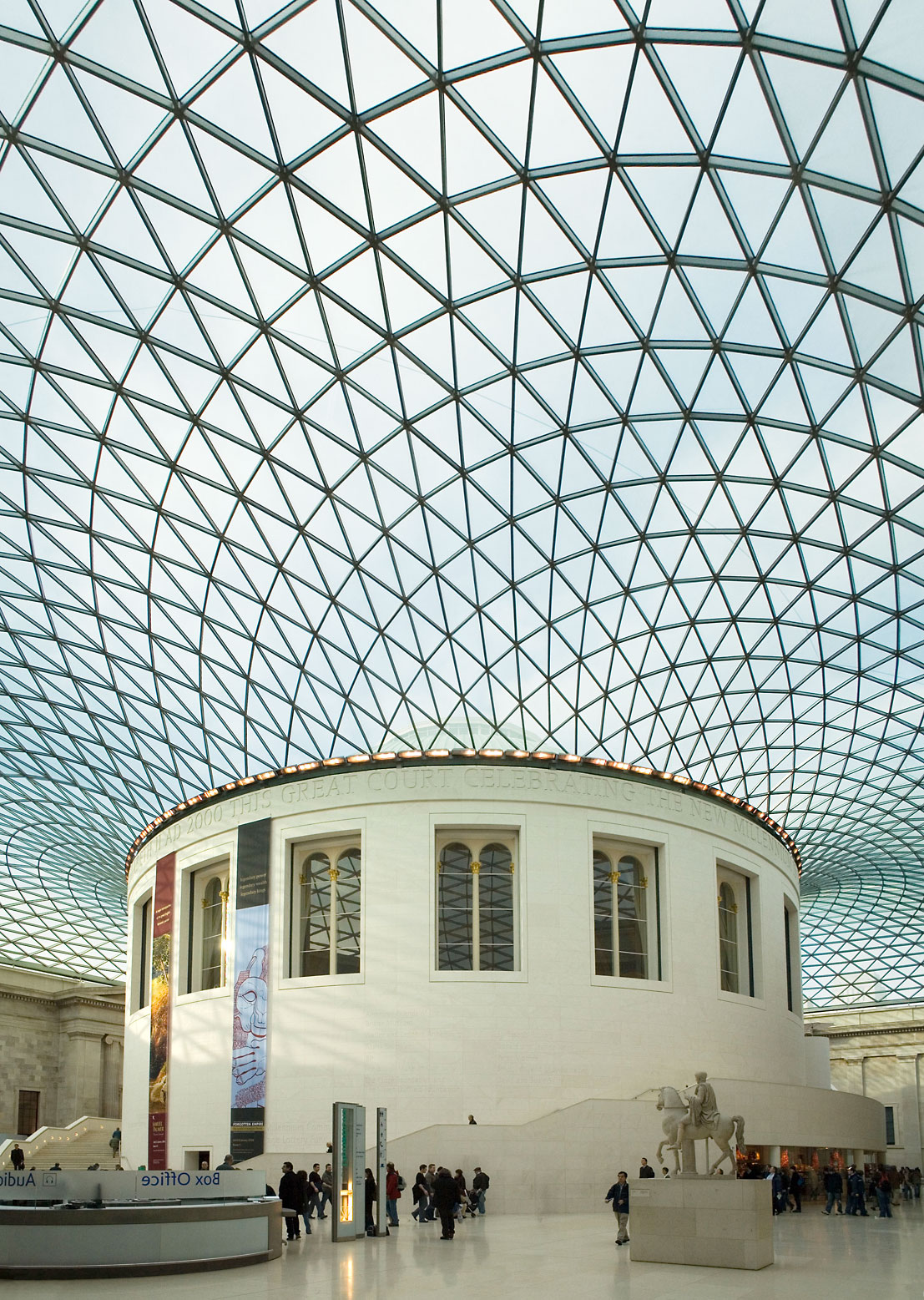
La sala di lettura e il tetto della Great Court visti dal piano terra.